# Rabbit of Seville
Rabbit of Seville (traducido como Conejo de Sevilla) es un cortometraje animado de Looney Tunes dirigido por Chuck Jones y estrenado el 16 de diciembre de 1950 por Warner Bros. Pictures. La animación estuvo a cargo de Phil Monroe, Ben Washam, Lloyd Vaughan, Ken Harris y Emery Hawkins.
En 1994 apareció en el puesto número 12 de la lista 50 Greatest Cartoons, la cual se basó en los votos de aproximadamente 1000 personalidades de la industria de la animación.

## Sinopsis
Al igual que en What's Opera, Doc?, en este cortometraje los diálogos son cantados al ritmo de la música. La historia comienza con un grupo de personas que va a ver la ópera El barbero de Sevilla en el Hollywood Bowl. En ese mismo momento, fuera del recinto, Bugs Bunny es perseguido por Elmer Gruñón y ambos entran por la puerta trasera. Mientras Elmer busca a Bugs en el escenario, el conejo sube el telón, y el director de orquesta comienza la ópera. Bugs aparece cantando en el escenario vestido de barbero, y le ofrece a Elmer un afeitado.
Tras el afeitado, Elmer continúa su persecución, pero Bugs aparece vestido como una mujer seductora, corta los pantalones del cazador y hace un nudo en su escopeta. Cuando descubre que era Bugs disfrazado, Elmer dispara, pero recibe el impacto y es lanzado hacia la silla de barbero nuevamente. Bugs comienza a masajear la cabeza de Elmer, con sus manos y pies, incluso prepara una ensalada de frutas sobre ella. Elmer persigue nuevamente a Bugs, pero al igual que un encantador de serpientes, el conejo controla una máquina de afeitar eléctrica, la cual persigue al cazador. Tras de deshacerse de la máquina, Elmer vuelve a perseguir a Bugs, esta vez, ambos están subiendo en unas sillas de barbero, hasta que Bugs deja caer un saco de arena sobre Elmer, quien baja girando, mareado.
Bugs vuelve a experimentar con Elmer, esta vez echa tónicos sobre su cabeza, apareciendo flores sobre ella. Elmer persigue a Bugs con diferentes armas, pero el conejo aparece con armas de mayor tamaño. La persecución termina cuando Bugs en lugar de mostrar un arma le entrega flores, bombones y un anillo. Tras esto, Elmer aparece vestido de novia y se "casa" con Bugs, quien lleva al cazador a lo alto del escenario por unas escaleras y lo deja caer sobre un pastel de bodas (con la inscripción "Las bodas de Fígaro"). Bugs mira a la cámara y dice "¿siguiente?".

## Curiosidades
- El cartel de El barbero de Sevilla que aparece al principio tiene tres nombres escritos: Eduardo Selzeri, Michele Maltese y Carlo Jonzi, los cuales corresponden a las versiones italianas del productor (Eddie Selzer), escritor (Michael Maltese) y director (Chuck Jones) del cortometraje.
- En la escena donde Bugs toca el piano sobre la cabeza de Elmer, el número de sus dedos cambia de 4 a 5.